# Anh đào Montmorency
Anh đào Montmorency là một loại anh đào chua (Prunus cerasus) được trồng ở Canada, Pháp và Hoa Kỳ, đặc biệt là ở Michigan và ở hạt Door, Wisconsin. Anh đào Montmorency là một phần của giống anh đào Amarelle màu đỏ nhạt hơn, chứ không phải là giống Morello màu đỏ sẫm hơn. Michigan hiện đang sản xuất hơn 90.000 tấn anh đào Montmorency mỗi năm.

## Lịch sử
Lịch sử của anh đào 'Montmorency' kéo dài từ thời La Mã cổ đại. Người La Mã có công phát hiện ra loại trái cây nhỏ bé màu đỏ này dọc theo Biển Đen ở khu vực Tiểu Á. Sau khi lính lê dương La Mã phát hiện ra những quả anh đào chua, họ mang chúng theo và giới thiệu chúng với phần còn lại của lãnh thổ La Mã. Họ trồng cây anh đào dọc theo các con đường La Mã và binh lính đã sử dụng trái cây làm thực phẩm và dùng gỗ của chúng để chế tạo vũ khí và thiết bị sửa chữa.
Cây được đặt tên theo Montmorency, một khu vực của Pháp có vị trí gần Paris.
Cây cho quả lớn, màu đỏ nhạt (mặc dù một số cây cho quả màu đỏ đậm hơn) và đã được trồng ở Hoa Kỳ kể từ ít nhất là đầu thế kỷ 20. Đây là loại anh đào chua phổ biến nhất ở Hoa Kỳ và Canada, và được sử dụng rộng rãi trong các món ăn như bánh nướng anh đào, cũng như trong các loại mứt và bảo quản.
Anh đào 'Montmorency' cũng được bán trên thị trường ở dạng khô. Nước ép anh đào và nước ép anh đào cô đặc Montmorency cũng được kinh doanh.
Anh đào 'Montmorency' có công dụng tuyệt vời trong việc ngăn ngừa bệnh Gout.

## Sức khỏe
Kể từ đầu thế kỷ 21, anh đào 'Montmorency' đã được quảng bá như một loại thực phẩm tốt cho sức khỏe, do một số lợi ích sức khỏe mà chúng đem lại.